# Kania (Korne)
Kania (kaszub. Kaniô) – część wsi Korne w Polsce, położona w województwie pomorskim, w powiecie kościerskim, w gminie Kościerzyna, nad rzeką Kanią. Wchodzi w skład sołectwa Korne.
W latach 1975–1998 Kania administracyjnie należała do województwa gdańskiego.